# André Silvaire
André Silvaire, né le 13 avril 1910 à Wattrelos et mort le 15 décembre 2003 à Paris 13e, est un poète, libraire et éditeur français qui a publié l’œuvre mal connue d'Oscar Milosz.

## Parcours
Durant ses études au lycée Condorcet, André Silvaire se tourne vers la poésie et devient rédacteur en chef de la revue Demain et rejoint le groupe Sagesse, proche de Jean Follain. En 1929, sur les conseils de son ami le poète Fernand Marc (1900-1979), il découvre les textes du lituanien d'expression française Milosz qui venaient de paraître chez Jacques-Olivier Fourcade : ce sera pour lui une révélation. En 1937-1938, il assure la direction de la revue Messages, financée par Walter Uhl, puis il est remplacé par Jean Lescure. Milosz meurt à Fontainebleau en mars 1939 : Silvaire, qui lui avait écrit, n'avait jamais osé le rencontrer.
Démobilisé en 1941, il retourne à Paris et crée une librairie. En 1945, il lance sa propre revue, Les Lettres qui consacre des numéros spéciaux au Romantisme anglais, à Rilke, Mallarmé, et enfin, un peu plus tard, à Milosz. Il entre en relation avec le poète suisse Aloys Bataillard, proche des éditions Egloff (Fribourg) qui avaient cessé de publier Milosz. Silvaire, par contrat, s'engage alors à poursuivre la publication de l'intégralité des œuvres de Milosz et créé pour ce faire en 1956 une petite maison d'édition à son nom, les Éditions André Silvaire, dont le siège social se trouvait 8 rue Monsieur-le-Prince et qui déménagea plus tard au 20 rue Domat, un local possédant une ouverture en forme d'échoppe sur la rue, à deux pas de la place Maubert.
Dans les années 1960, il créa une petite collection format carré, les « Maximes et Pensées », dans laquelle figure une trentaine d’auteurs (de Chamfort à Voltaire, en passant par Novalis). Il travaille durant cette période, aidé par le poète Pierre Garnier qui fait de la revue Les Lettres le laboratoire du Spatialisme. En 1966, il lance l’Association des amis de Milosz, présidée par Jean Audard (en), qui fut un temps proche des surréalistes, et avec la complicité de Jean Cassou, qui fut son éditeur chez Fourcade.
En septembre 2002, le fonds André Silvaire est cédé aux Éditions du Rocher qui l’intègre à leur catalogue.

## Extrait du catalogue
- Œuvres complètes de Oscar Vladislas de Lubicz-Milosz en 13 volumes  (ISBN 2-85055-237-2) et suiv., dernière rééd. en 2003, éditions du Rocher
- Marc Séguin, Ce pauvre bonheur : la "dernière passion humaine" de Paul Verlaine, 1958
- Roger Desaise, Prométhée foudroyé, 1961
- Pierre Jakez Hélias, Manoir secret. Maner Kuz, 1964 - prix Bretagne

### Collections
- « Les Rois »
  - Matthieu Perrad, Salomon, 1964
- « Spatialisme »
  - Ilse Garnier, Blason du corps féminin, 1967
  - Pierre Garnier, Tristan et Iseult , 1981
- « Maximes et pensées »
- « Écoles et mouvements »
  - Ilse Garnier et Pierre Garnier, L’Expressionnisme allemand, 1962
- « Points et Contrepoints »